# Neoblasto

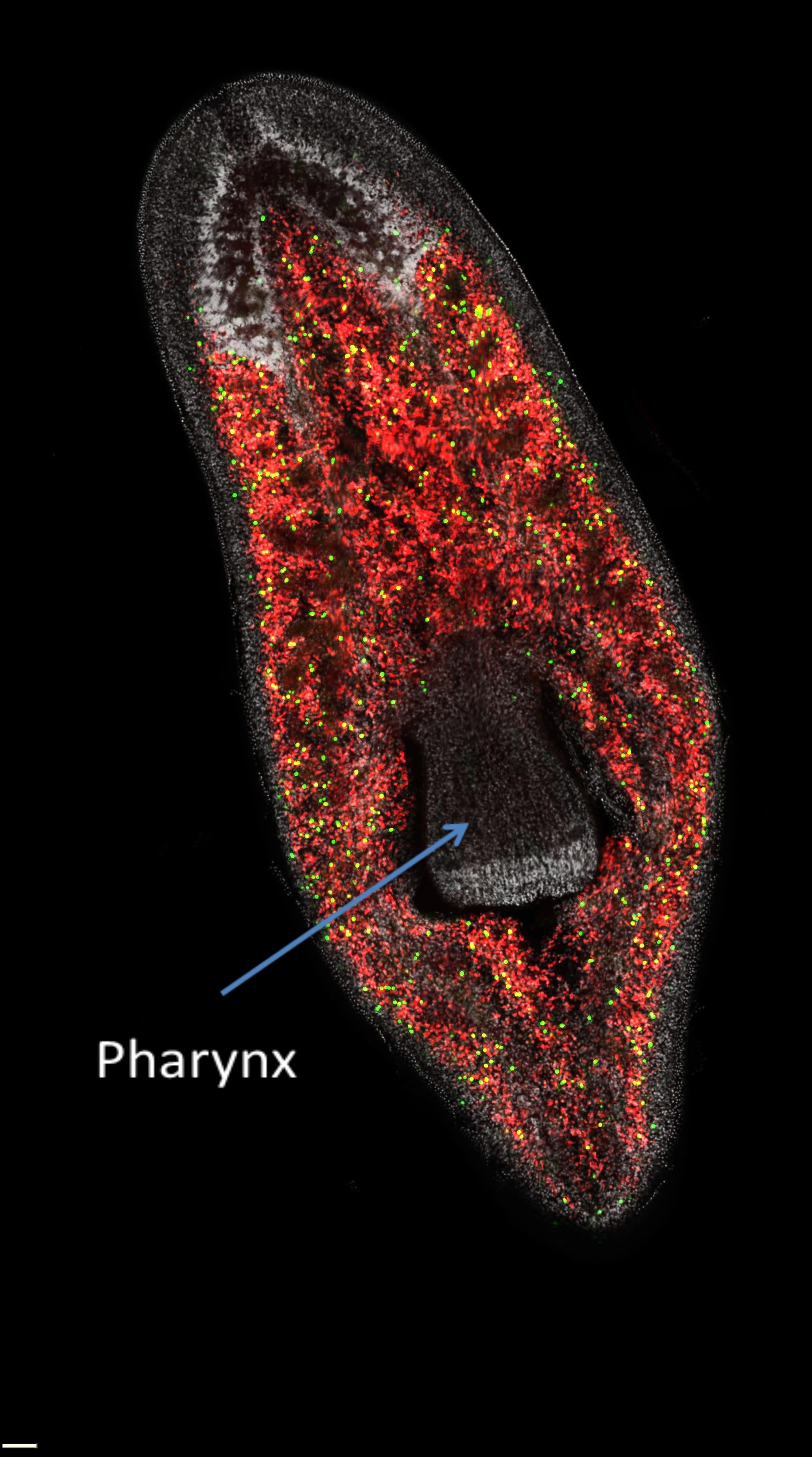
Distribución de Neoblastos en el cuerpo de una planaria de la especie Schmidtea mediterranea. Los neoblastos aparecen en todo el cuerpo con la excepción de la faringe que se muestra con una flecha. Los puntos verdes son Neoblastos que se están dividiendo, mientras que los puntos rojos son Neoblastos que no se están dividiendo.

Los neoblastos son células madre somáticas pluripotentes que se encuentran en planarias de agua dulce y otros platelmintos. Estas células tienen un tamaño aproximado de 10 μm, tienen una proporción núcleo/citoplasma alto y no tienen organelos salvo ribosomas y mitocondrias esparcidas en el citoplasma. Están distribuidos a lo largo de todo el cuerpo de las planarias con excepción de la región faringea y la región anterior a los ojos y representan entre el 25 y 30% de las células del cuerpo de la planaria, además de esto, son las únicas células dentro del organismo que son mitóticamente activas.
Estas células son las encargadas de generar nuevos tejidos tanto en el proceso de renovación normal como en regeneración en el cual son capaces de regenerar los aproximadamente 40 tipos de células del cuerpo entre los que se encuentran células epidermales, musculares y germinales.

## Origen
Históricamente en la mayor parte de la literatura asociada al posible origen de los neoblastos encontramos dos hipótesis dediferenciacion de células somáticas y la autorrenovación. La mayoría de investigadores en el área se inclinan más por la hipótesis de autorrenovación.
- Dediferenciación: Esta hipótesis está basada en estudios histológicos y de microscopia electrónica de transmisión y propone que células totalmente diferenciadas parecen perder su morfología y participan en el proceso de regeneración.[3] Sin embargo las limitaciones en la metodología que causan una difícil interpretación de los datos y la falta de nuevos experimentos han ocasionado que ésta hipótesis no haya sido probada efectivamente.[3]

- Autorrenovación: Ésta hipótesis está basada en experimentos con radiación, trasplante celular y marcaje por fluorescencia y propone que la población total de los neoblastos puede ser reconstituida a partir de un solo neoblasto lo cual ha sido comprobado en estudios recientes[1]

## Migración
La función principal de los neoblastos es reemplazar o regenerar células y tejidos dañados por envejecimiento o heridas. Para esto deben migrar hacia le región donde estas funciones son requeridas. La migración de las células parece ser inducida en el momento que una herida es proporcionada a la planaria. Señales químicas que surgen de la herida parecen ser las involucradas en la inducción a la migración y proliferación de los neoblastos, y esta migración se puede dar desde regiones distantes en la planaria.

## Características moleculares de los neoblastos

### Componentes de los cuerpos cromatoides
Una característica particular de los neoblastos es la presencia de cuerpos cromatoides, los cuales son unas estructuras electrónicamente densas compuestas de complejos ribonucleoprotéicos que posiblemente están encargadas del mantenimiento de los neoblastos. Hasta ahora se han encontrado dos componentes proteicos dentro de los cuerpos cromatoides DjCBC-1 and SpolTud-1 los cuales son homólogos a proteínas involucradas en la proliferación de las células de la línea germinal en otros organismos.

### Piwi y la interacción pequeños RNAs en los neoblastos
Los sub-familia de proteínas argonautas Piwi y los pequeños ARNs que interactúan con ellos son esenciales para el desarrollo de las células de la línea germinal, renovación de células, regulaciones epigenéticas y represión de elementos transponibles. planarias que carecen o tienen una deficiencia en la expresión de piwi muestran defectos en el mantenimiento y diferenciación de células de la línea germinal.

### RNAs en los neoblastos
Una clase de pequeños RNAs no codificantes se encuentran fuertemente expresadas en los neoblastos los cuales sirven como reguladores específicos para la expresión de genes. Estos acompañados de la acción de piwi serían los reguladores clave en el mantenimiento de los neoblastos.

## Importancia y aplicaciones
El estudio de los neoblastos tanto a nivel ultraestructural como a nivel molecular representan una gran oportunidad para entender los mecanismos y funcionamiento de las células madre. Su estudio en un modelo como las planarias es una ventaja ya que este organismo es sencillo de mantener y además ofrece la posibilidad de estudios in vivo, lo que permitiría observar más claramente las interacciones moleculares de los diferentes genes y transcritos en tiempo real.
Entender estas relaciones en un modelo como las planarias nos permitiría aplicar este mismo conocimiento a las células de nuestro propio cuerpo y poder así llegar a curar diferentes enfermedades relacionadas con la degeneración de tejidos.